# Teylingen (gemeente)
Teylingen (uitspraakⓘ) is een gemeente in de provincie Zuid-Holland, ten noorden van Leiden in de Bollenstreek.
Op 1 januari 2006 is de gemeente ontstaan door samenvoeging van de voormalige gemeenten Sassenheim, Voorhout en Warmond.
De naam van de gemeente is afgeleid van Slot Teylingen, een ruïne in de buurtschap Teijlingen in Voorhout, nabij de kern Sassenheim. Daarnaast komt de naam ook voor in de voormalige gemeenten Sassenheim, Voorhout en Warmond. Ten oosten van Sassenheim en Lisse ligt een duinrug met de naam Teijlingen, die teruggaat op een gereconstrueerd Germaans woord *taglingja ‘staart’ of ‘smalle, hoge duinrug’; dit Germaanse woord is ook terug te vinden in het Engelse woord 'tail'.
De gemeente grenst aan de gemeenten Noordwijk, Lisse, Haarlemmermeer, Kaag en Braassem, Leiderdorp, Leiden, Oegstgeest en Katwijk. Het grootste deel van de Kagerplassen ligt op het grondgebied van Teylingen. Het polderland aan de oostkant van de Kagerplassen is zonder boot alleen via buurgemeenten te bereiken.
Het totale aantal inwoners van deze nieuwe gemeente is 38.470 (per 22 november 2024, bron: CBS).

## Topografie
Topografische gemeentekaart van Teylingen, juni 2023

## Aangrenzende gemeenten
| Aangrenzende gemeenten | Aangrenzende gemeenten | Aangrenzende gemeenten | Aangrenzende gemeenten | Aangrenzende gemeenten    |
| ---------------------- | ---------------------- | ---------------------- | ---------------------- | ------------------------- |
| Noordwijk              |                        |                        |                        | Lisse Haarlemmermeer (NH) |
|                        |                        |                        |                        |                           |
| Noordwijk              | Kaag en Braassem       |                        |                        |                           |
|                        |                        |                        |                        |                           |
| Katwijk Oegstgeest     |                        | Leiden                 |                        | Leiderdorp                |

## Kernen
De kernen in de gemeente zijn:
- Sassenheim (gemeentekantoor)
- Voorhout (bestuurscentrum)
- Warmond

### Buurtschappen
Klinkenberg, Oosteinde en Teijlingen.

### Stations
In de gemeente Teylingen liggen twee treinstations:
- Station Sassenheim, sinds 2011 in gebruik.
- Station Voorhout, sinds 1997 (opnieuw) in gebruik.

## Politiek
De gemeenteraad van Teylingen bestaat sinds 2010 uit 25 zetels. Hieronder staat de samenstelling van de gemeenteraad sinds 2006:
| Partij                | 2006 | 2010 | 2014 | 2018 | 2022  |
| --------------------- | ---- | ---- | ---- | ---- | ----- |
| VVD                   | 7    | 9    | 6    | 7    | 5     |
| CDA                   | 7    | 5    | 6    | 5    | 5 (4) |
| Trilokaal             | 3    | 2    | 4    | 5    | 4     |
| D66                   | 1    | 4    | 5    | 3    | 4     |
| GroenLinks            | -    | -    | -    | 2    | 2     |
| PvdA                  | 5    | 3    | 3    | 2    | 2     |
| Progressief Teylingen | -    | -    | -    | -    | 1     |
| Forum voor Democratie | -    | -    | -    | -    | 1     |
| ChristenUnie          | -    | 1    | 1    | 1    | 1     |
| Partij voor Teylingen | -    | -    | -    | -    | 0 (1) |
| Trots op Nederland    | -    | 1    | -    | -    | -     |
| Totaal                | 23   | 25   | 25   | 25   | 25    |

College van burgemeester en wethouders: (2018-2022)
Sinds 2022 bestaat het college van burgemeester en wethouders uit de partijen VVD, CDA, Trilokaal, PvdA en GroenLinks.
- Burgemeester: Carla Breuer
- Wethouder: Reny Wietsma - CDA
- Wethouder: Marlies Volten - VVD
- Wethouder: Frans Nederstigt - Trilokaal
- Wethouder: Elsbeth Koek - GroenLinks/PvdA

Eind september 2014 werd Carla Breuer benoemd tot burgemeester als opvolgster van waarnemend burgemeester Anne Lize van der Stoel (VVD).

## Stedenbanden
Binnen de gemeente Teylingen hebben Sassenheim en Warmond een stedenband:
Sassenheim
- Tileagd (Roemenië), sinds 2001
- Lagos (Portugal), sinds 2013

Warmond
- Champigné (Frankrijk), Jumelage JWC[2]

## Cultuur

### Monumenten
In de gemeente zijn er een aantal rijksmonumenten, gemeentelijke monumenten, en oorlogsmonumenten, zie:
- Lijst van rijksmonumenten in Teylingen
- Lijst van gemeentelijke monumenten in Teylingen
- Lijst van oorlogsmonumenten in Teylingen
- Lijst van Stolpersteine in Teylingen

### Kunst in de openbare ruimte
In de gemeente Teylingen zijn diverse beelden, sculpturen en objecten geplaatst in de openbare ruimte, zie:
- Lijst van beelden in Teylingen